# エリアン・チェライ
エリアン・チェライ（Elian Çelaj 、1999年2月3日 - ）は、アルバニア・ティラナ出身のプロサッカー選手。カテゴリア・エ・パラ・ルフテタリ所属。ポジションは、ミッドフィールダー。